# باشگاه فوتبال سیاتل ساندرز
باشگاه فوتبال سیاتل ساندرز (به انگلیسی: Seattle Sounders FC) یک تیم فوتبال در شهر سیاتل در آمریکا است که در لیگ برتر فوتبال آمریکا (ام اس ال) بازی می‌کند.
ورزشگاه لومن فیلد ورزشگاه خانه این تیم است.

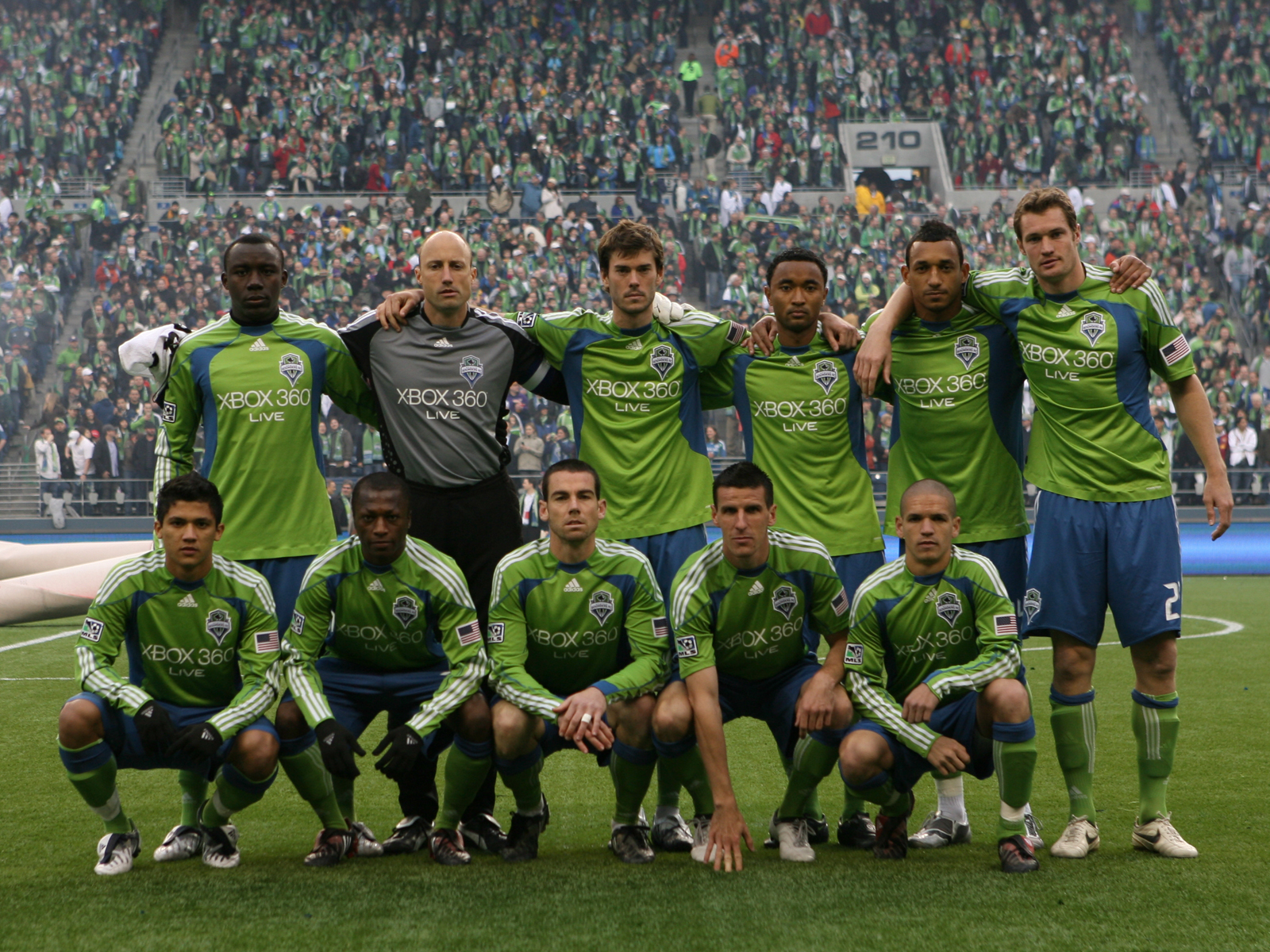